# Philippe Riboud
Philippe Riboud (* 9. dubna 1957 Lyon, Francie) je bývalý francouzský sportovní šermíř, který se specializoval na šerm kordem.
Francii reprezentoval koncem sedmdesátých let a celé osmdesátá léta. Patří k nejúspěšnějdím kordistům co do počtu medailí. V roce 1980, 1984 a 1988 vybojoval olympijské medaile v soutěži jednotlivců. V roce 1979 a 1986 získal titul mistra světa v soutěži jednotlivců. Byl oporou francouzského družstva, se kterým patřil k favoritům na všech turnajích a s družstev dosáhl na zlatou olympijskou medaili v roce 1980 a 1988.